# Obeya
Obeya (grande salle (大部屋, ōbeya)) est une pratique Lean de management visuel consistant à regrouper et mettre à jour en collaboration dans un même lieu toutes les informations utiles à la compréhension d'une activité d'une équipe ou d'un projet. Cette pratique est utilisée dans les entreprises japonaises comme Toyota. 

## Historique
Le concept d'Obeya fait partie du Toyota Production Development System. Il a été introduit lors du développement de la Prius à la fin des années 1990 par l'ingénieur en chef du projet Takeshi Uchiyamada. Ce dernier estimait que son manque d'expérience ne lui donnait pas la légitimité nécessaire pour prendre les meilleures décisions. Il devait donc obtenir le soutien des experts des différentes disciplines d'ingénierie dont il avait besoin. Pour y arriver, il a instauré cette « grande salle » (obeya en japonais) comme un lieu pour mener ses discussions avec tous ses interlocuteurs présents qui y trouvaient également les documents et les données nécessaires pour alimenter les discussions.
L'Obeya est devenu depuis lors un standard des projets de développement de produits chez Toyota.

## Objectifs et fonctionnement d'une Obeya
Les objectifs d'une Obeya sont les suivants : prendre rapidement des décisions, bien concevoir et réaliser dès la première fois, réduire les discussions inutiles. L’Obeya doit permettre d’apprendre et de s’améliorer en continu en rendant visibles les problèmes et les événements. 
Les informations affichées dans une Obeya varient d'une équipe à l'autre en fonction de ses besoins. Cependant, certaines informations semblent essentielles : sur le client, le produit ou le projet, les objectifs et priorités, les macro et micro plannings, les problèmes rencontrés et des indicateurs de suivi.  